# Paco Fortes
Pour les articles homonymes, voir Fortes.
Francisco Fortes Calvo ou Paco Fortes est un footballeur espagnol reconverti entraîneur, né le 4 janvier 1955 à Barcelone.
Paco Fortes a reçu une sélection en équipe d'Espagne lors de l'année 1975, à l'occasion d'un match face à la Roumanie.

## Carrière

### En tant que joueur
- 1975-1976 : FC Barcelone -  Espagne
- 1976-1977 : CD Málaga -  Espagne
- 1977-1979 : FC Barcelone -  Espagne
- 1979-1982 : Espanyol Barcelone -  Espagne
- 1982-1984 : Real Valladolid -  Espagne
- 1984-1989 : Sporting Farense -  Portugal

### En tant qu'entraîneur
- 1988-1999 : Sporting Farense - Portugal
- 1999-2001 : Imortal DC -  Portugal
- 2001-2002 : CF União Lamas -  Portugal
- 2002-2003 : Sporting Farense -  Portugal
- 2003-2006 : CD Pinhalnovense -  Portugal
- 2006-2007 : Raja Club Athletic -  Maroc
- 2007-2010 : CD Pinhalnovense -  Portugal